# Tobias Sammet
Tobias Sammet (Fulda, 1977. november 21. –) német heavy metal-énekes és dalszerző. Hírnevét az Edguynak köszönheti, melyet 1992-ben alapított osztálytársaival. 1999-ben pedig elindította az Avantasia projektjét. Az Edguy és az Avantasia lemezeit eddig összesen több mint 2,5 millió példányban adták el világszerte.

## Diszkográfia

### Edguy
- Evil Minded – 1994
- Children of Steel – 1994
- Savage Poetry – 1995
- Kingdom of Madness – 1997
- Vain Glory Opera – 1998
- Theater of Salvation – 1999
- The Savage Poetry – 2000
- Painting on the Wall – 2001
- Mandrake – 2001
- Burning Down the Opera – 2003
- Hall of Flames – 2004
- King of Fools – 2004
- Hellfire Club – 2004
- Lavatory Love Machine – 2004
- Superheroes  - 2005
- Rocket Ride – 2006[2]
- Tinnitus Sanctus – 2008[1]

### Avantasia
- Avantasia – 2000
- The Metal Opera – 2001
- The Metal Opera Part II – 2002
- Lost in Space Part I – 2007
- Lost in Space Part II – 2007
- The Scarecrow – 2008
- The Metal Opera: Pt 1 & 2 – Gold Edition – 2008
- The Wicked Symphony – 2010
- Angel of Babylon – 2010
- The Flying Opera – 2011[2]
- The Mystery of Time – 2013
- Ghostlights – 2016